# Barrancoueu
Barrancoueu è un comune francese di 32 abitanti situato nel dipartimento degli Alti Pirenei nella regione dell'Occitania.

## Società

### Evoluzione demografica
Abitanti censiti